# Куйбышевское сельское поселение (Староминский район)
Куйбышевское сельское поселение — муниципальное образование в Староминском районе Краснодарского края России.
В рамках административно-территориального устройства Краснодарского края ему соответствует Куйбышевский сельский округ.
Административный центр — хутор Восточный Сосык.

## Население
| 2010  | 2012  | 2013  | 2014  | 2015  | 2016  | 2017  | 2018  | 2019  |
| ----- | ----- | ----- | ----- | ----- | ----- | ----- | ----- | ----- |
| 2064  | ↗2071 | ↗2074 | ↗2078 | ↗2094 | ↗2099 | ↘2090 | ↗2113 | ↘2099 |
| 2020  | 2021  | 2023  |       |       |       |       |       |       |
| ↘2085 | ↘1804 | →1804 |       |       |       |       |       |       |

## Населённые пункты
В состав сельского поселения (сельского округа) входят 7 населённых пунктов:
| № | Населённый пункт | Тип населённого пункта | Население (чел.) |
| - | ---------------- | ---------------------- | ---------------- |
| 1 | Восточный Сосык  | хутор                  | ↘1163            |
| 2 | Западный Сосык   | хутор                  | ↘318             |
| 3 | Весёлый          | хутор                  | ↘192             |
| 4 | Мирный           | хутор                  | ↘98              |
| 5 | Набережный       | хутор                  | ↗22              |
| 6 | Сторожи Первые   | хутор                  | ↘170             |
| 7 | Сторожи Вторые   | хутор                  | ↗101             |